# Schlot (Höhlenkunde)

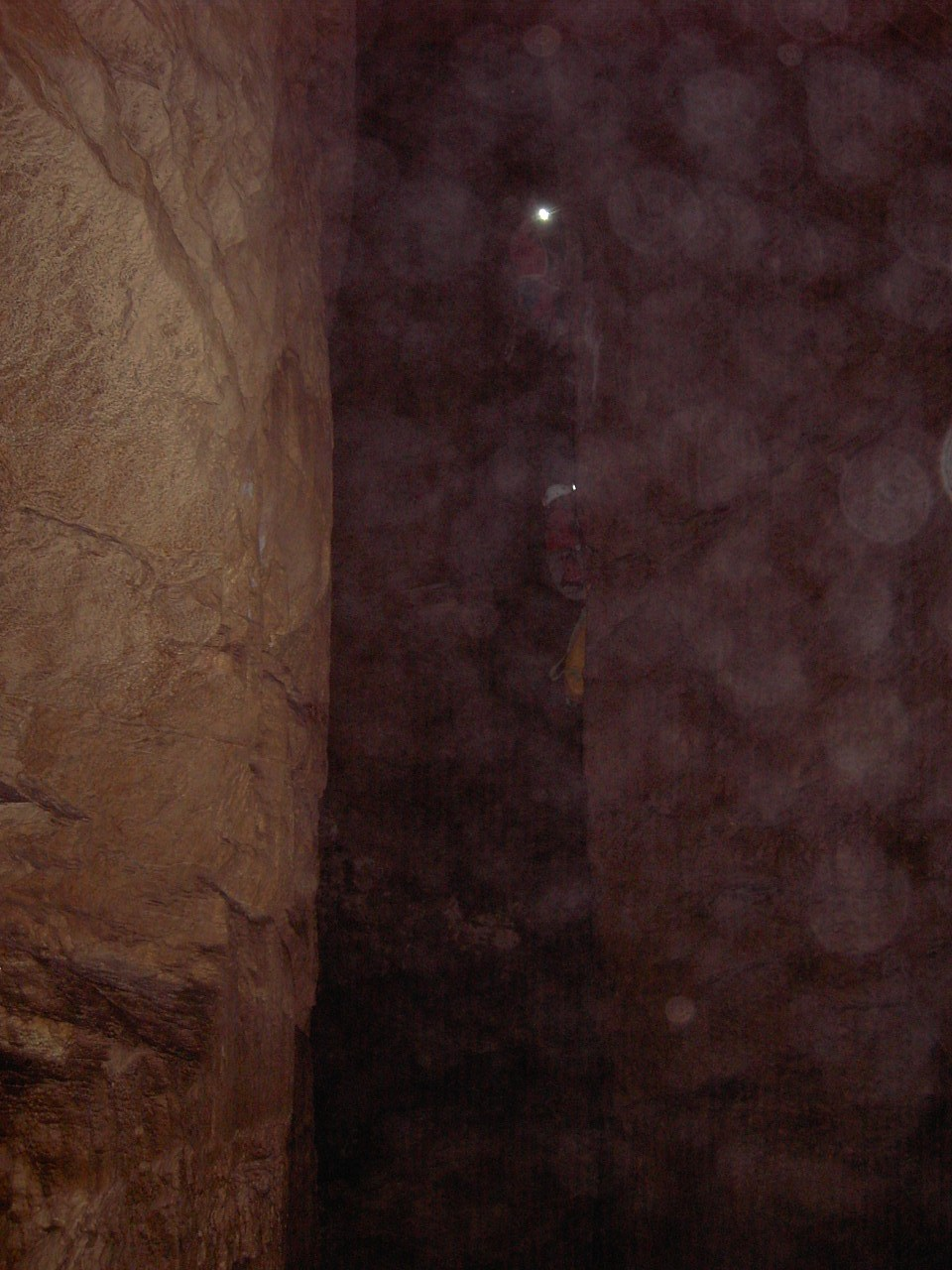
Zwei Speläologen arbeiten sich in einem noch unbekannten Schlot in der Hirlatzhöhle ins Neuland vor.

Ein Schacht (a) und ein Schlot (b)

Ein Schlot ist in der Höhlenforschung ein mehr oder weniger senkrechter Gangteil, der sich nach oben fortsetzt.
Ein Schlot kann auch ein Schacht sein. Die Abgrenzung der Begriffe ist unscharf und hängt maßgeblich davon ab, von welcher Richtung aus der Gangteil erforscht wird: erfolgt die Erforschung maßgeblich vom oberen Gangteil aus, spricht man von einem Schacht.

## Entstehung
Die Entstehung eines Schlotes kann durch verschiedene Faktoren geschehen. Schlote, die durch Laugungsprozesse entstehen, enden oft blind, d. h., sie verengen sich immer weiter oder verlehmen am oberen Ende und werden unschliefbar.